# Cuyo (Argentine)
Pour les articles homonymes, voir Cuyo.

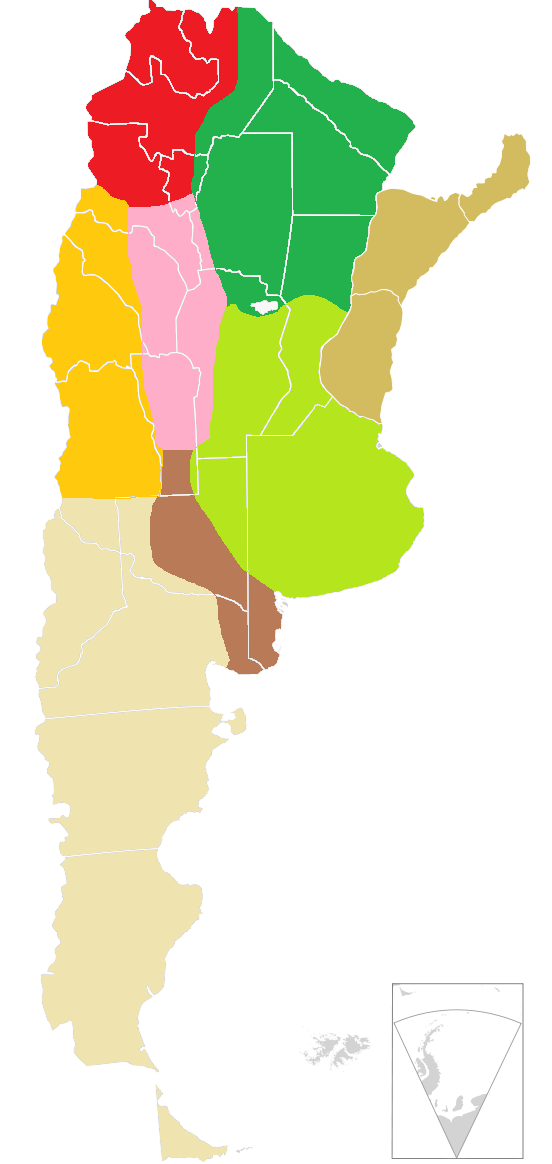
Les régions naturelles d'Argentine, avec celle de Cuyo en orange.

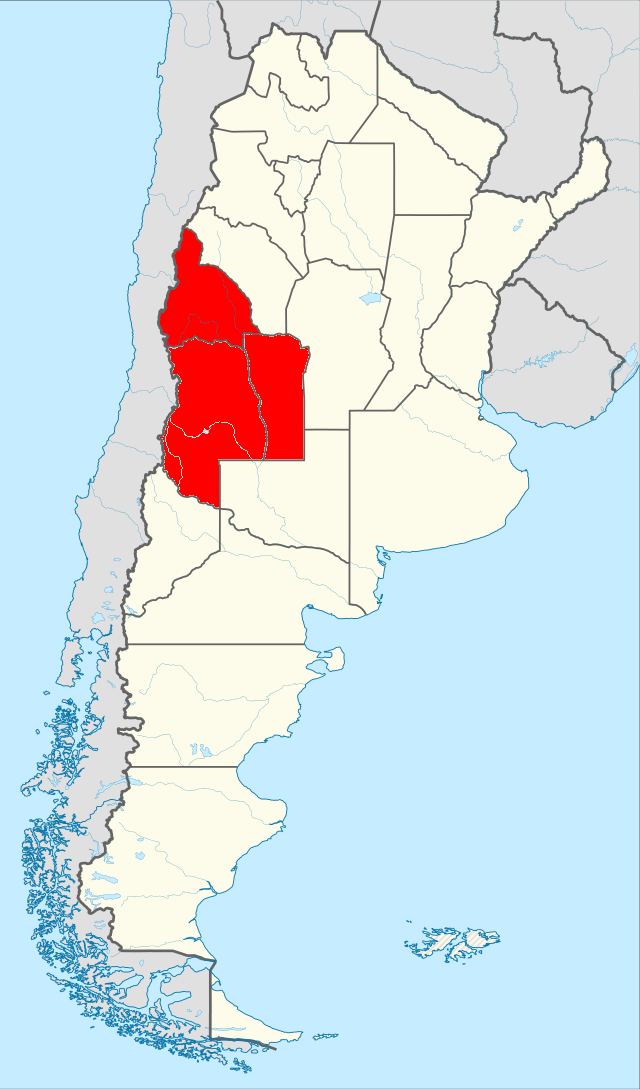
Localisation de la région administrative de Cuyo en Argentine.

Cuyo est l'une des régions géographiques de la République Argentine. Elle se situe aux pieds des Andes au Centre-Ouest du pays. C'est aussi une entité historique remontant à la colonisation espagnole de l'Amérique, qui regroupait les provinces argentines de Mendoza, de San Juan et de San Luis. Le Nouveau Cuyo est une macro-région qui inclut également la province de La Rioja.
Cuyo dispose d'attractions touristiques parmi les plus populaires en Argentine et les massifs montagneux les plus élevés des Andes, dont celui de l' Aconcagua, le plus haut sommet en dehors d'Asie, ainsi que le parc national d’Ischigualasto.
Le sol, aride et rougeâtre, est traversé par quelques rivières. La plupart sont alimentées par la fonte de neige, et leur débit augmente considérablement au printemps. Le río Desaguadero est la rivière principale. Elle reçoit un volume important d'eau de Bermejo, Vinchina ainsi que de Salado avant de déboucher sur Río Colorado.
La viticulture est l'une des principales activités de la région. La production viticole locale représente près de 80 % du total de la viticulture en Argentine. Les vins de la région ont une certaine notoriété au niveau mondial. La région est connue par la culture d'olives, de pommes de terre, de tomates ainsi que de certains fruits. La région connait aussi une production importante de bonbons et de produits alimentaires conservés. L'exploitation pétrolière est l'une des plus importantes industries de la région.
Les villes et les villages de la région se caractérisent par des maisons et des églises basses issues dela période coloniale, les rues étroites contrastant dans les principales villes avec les quartiers modernes. L'Université nationale de Cuyo, créée le 21 mars 1939, est la plus importante université de la région. Son campus est situé à Mendoza (Argentine), mais ses facultés s'étalent jusqu'à la Province de Río Negro.

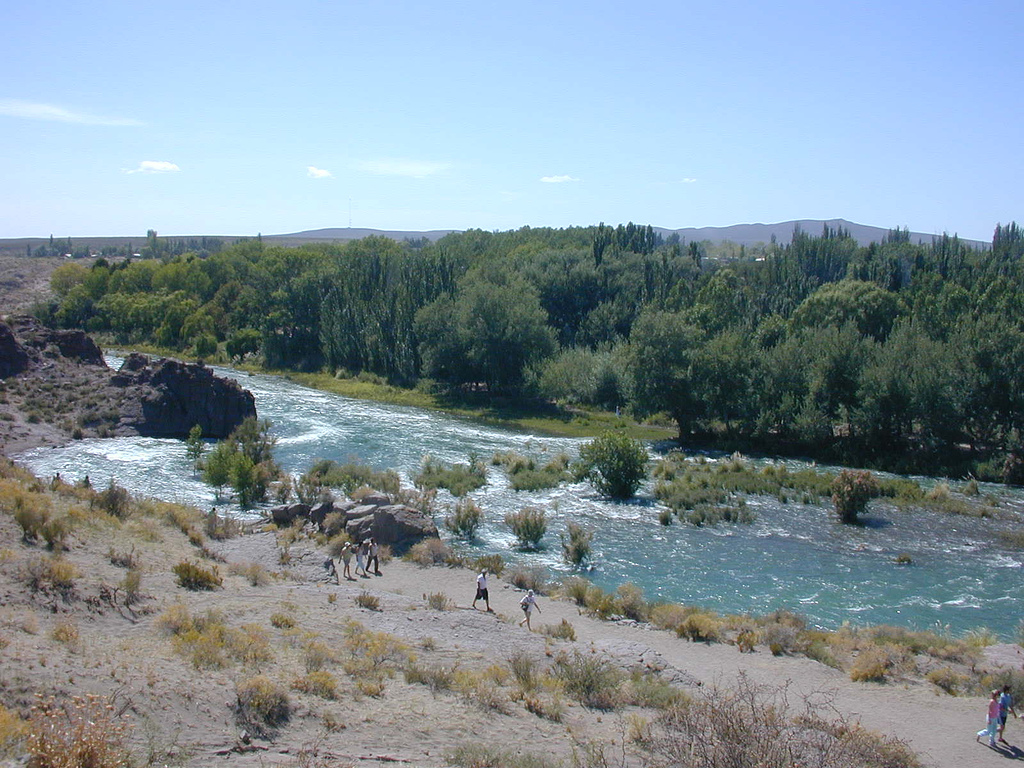
La rivière Atuel, province de Mendoza.
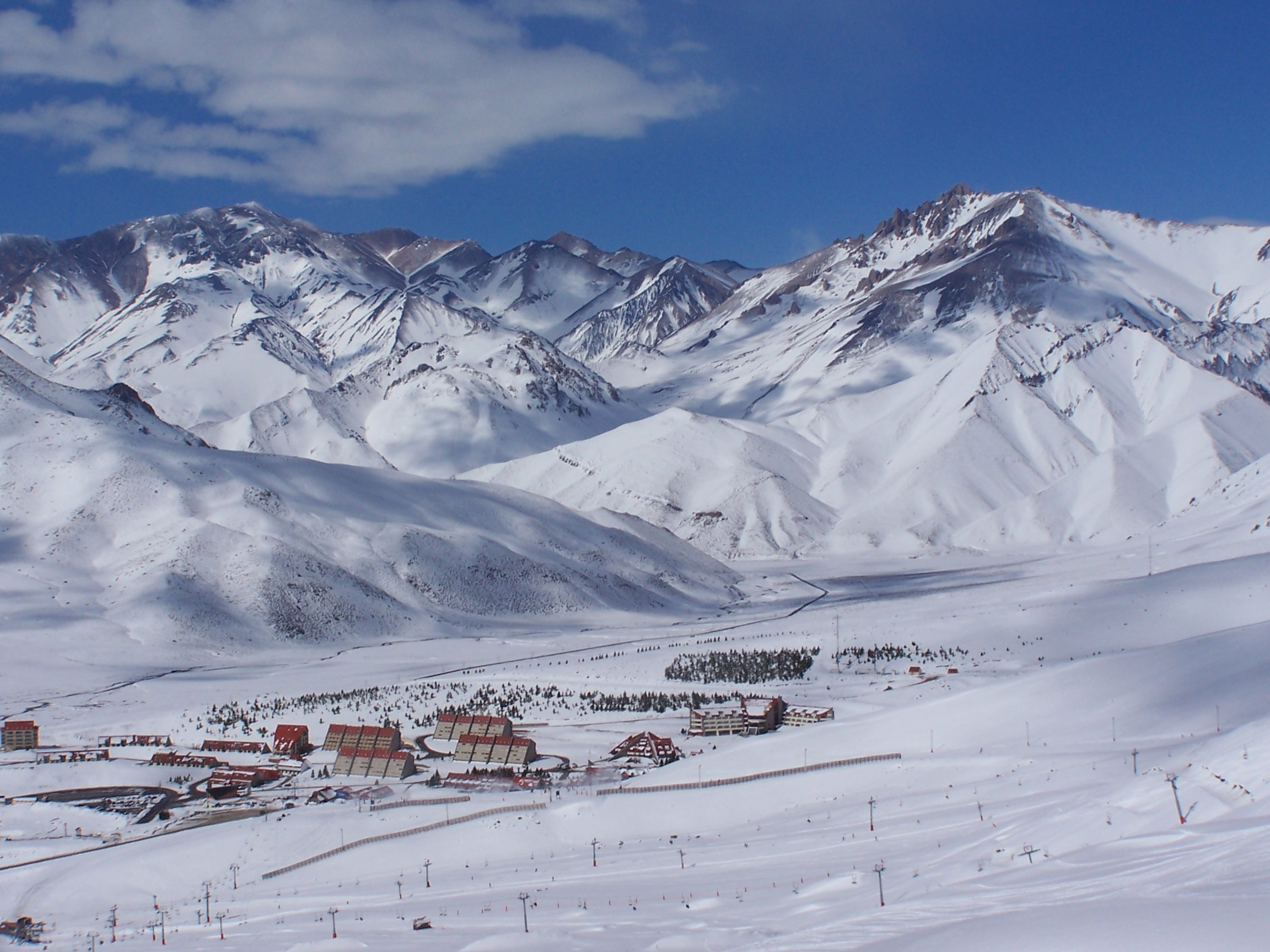
Station de sports d'hiver de Las Leñas.
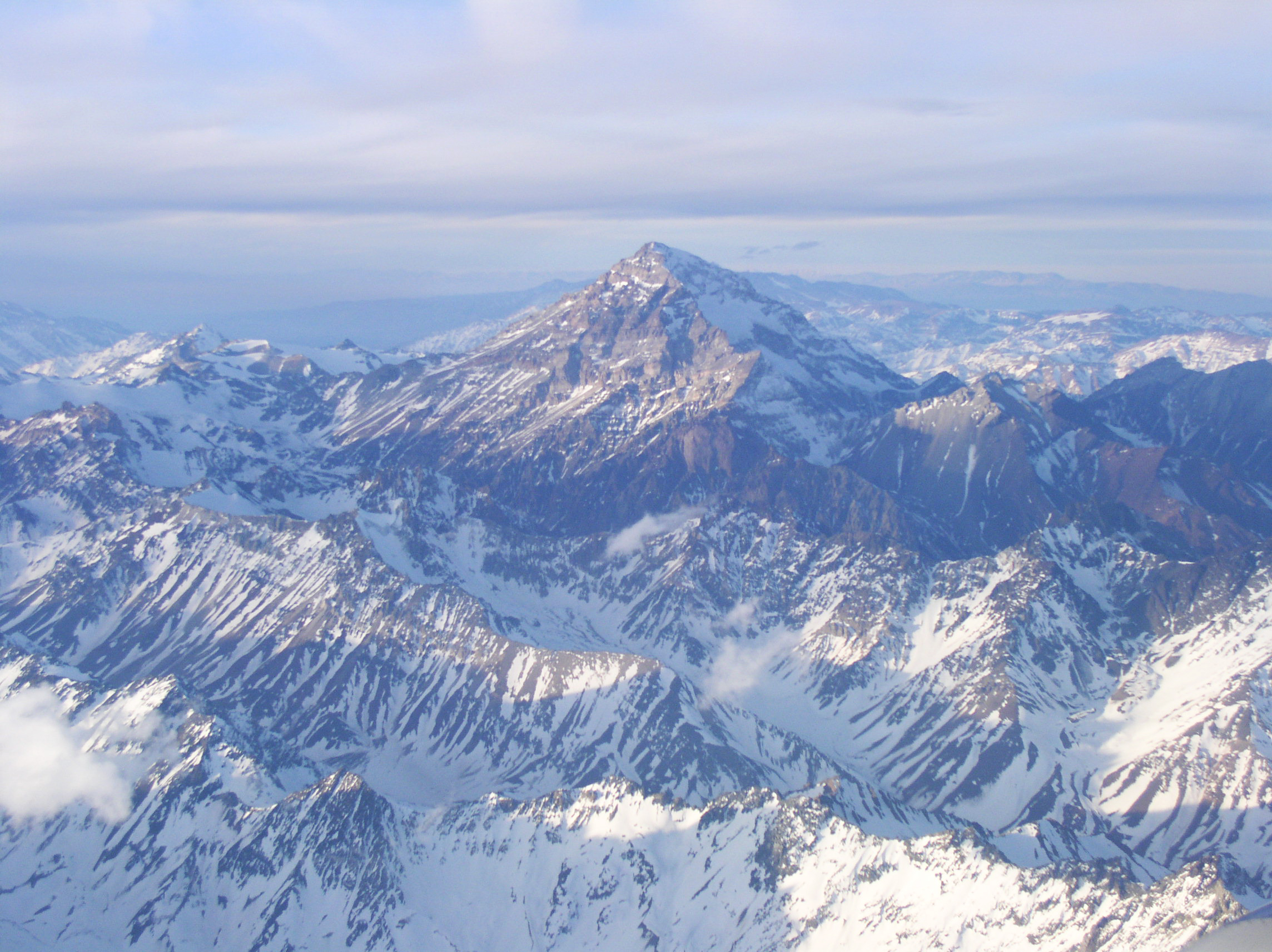
Le Cerro Aconcagua enneigé ; entièrement situé dans la Province de Mendoza, c'est le sommet le plus élevé des hémisphères occidental et sud. Son altitude continue de s'élever.
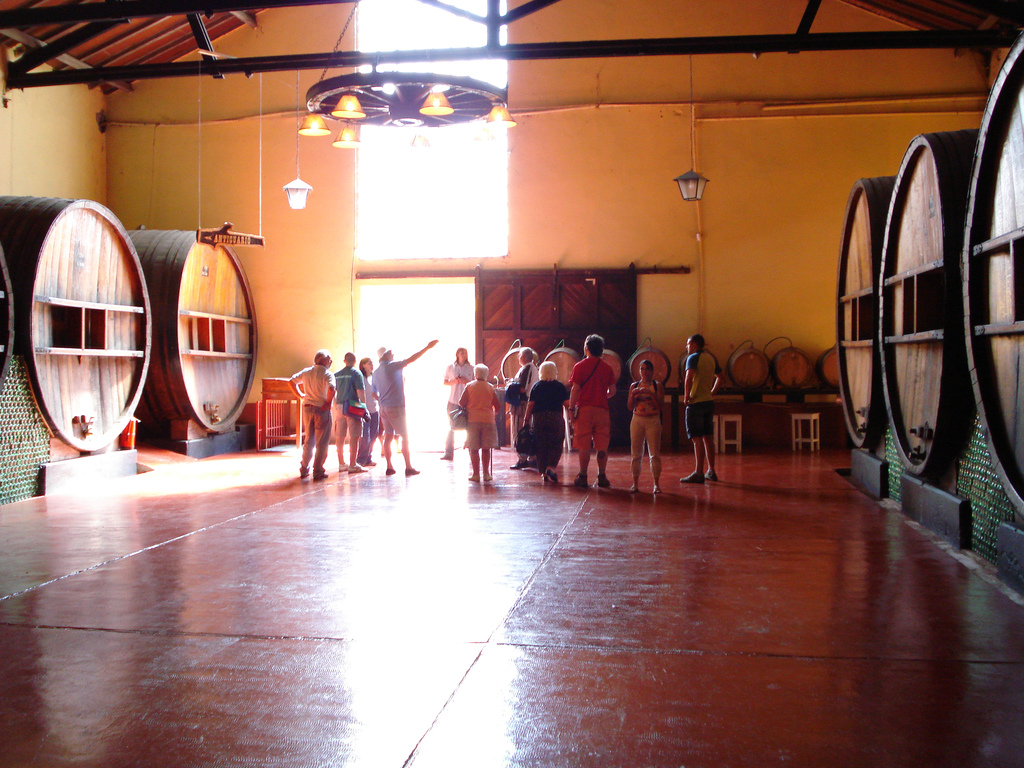
La région est le siège d'une production vinicole considérable.

## Statistiques

### Population et superficie
Le tableau suivant présente les provinces de Cuyo classées par population et superficie selon le recensement de la population de 2001 réalisé l'Instituto Nacional de Estadística y Censos (Argentine), en 2001 : 
| Province                         | Population | % de Cuyo | Surface (km²) | % de Cuyo | Densité (hab/km²) |
| Province de Mendoza              | 1 579 651  | 55,28     | 148 827       | 36,76     | 10,6              |
| Province de San Juan             | 620 023    | 21,70     | 89 651        | 22,14     | 6,9               |
| Province de San Luis             | 367 933    | 12,88     | 76 748        | 18,95     | 4,8               |
| Province de La Rioja (Argentine) | 289 983    | 10,15     | 89 680        | 22,15     | 3,2               |
| Total(Cuyo)                      | 2 857 590  | 100       | 404 906       | 100       | 7,1               |
| Total(Argentine)                 | 36 260 130 | -         | 2 780 4031    | -         | 13,0              |

### PIB
Le tableau suivant présente les statistiques des 23 provinces pour l'année 2013 pour le classement de la Province de Cuyo en fonction du Produit intérieur brut per capita.
| Classement | Province                         | PIB    | Pays comparaison | ($) Per capita | Pays Comparaison |
| ---------- | -------------------------------- | ------ | ---------------- | -------------- | ---------------- |
| 1          | Province de Mendoza              | 22 023 | La Zambie        | 11,957         | La Libye         |
| 2          | Province de San Juan             | 7 341  | Le Niger         | 10 170         | Costa Rica       |
| 3          | Province de San Luis             | 6 117  | La Guinée        | 13 201         | La Pologne       |
| 4          | Province de La Rioja (Argentine) | 2 447  | Les Maldives     | 6 844          | La Chine         |

## Climat

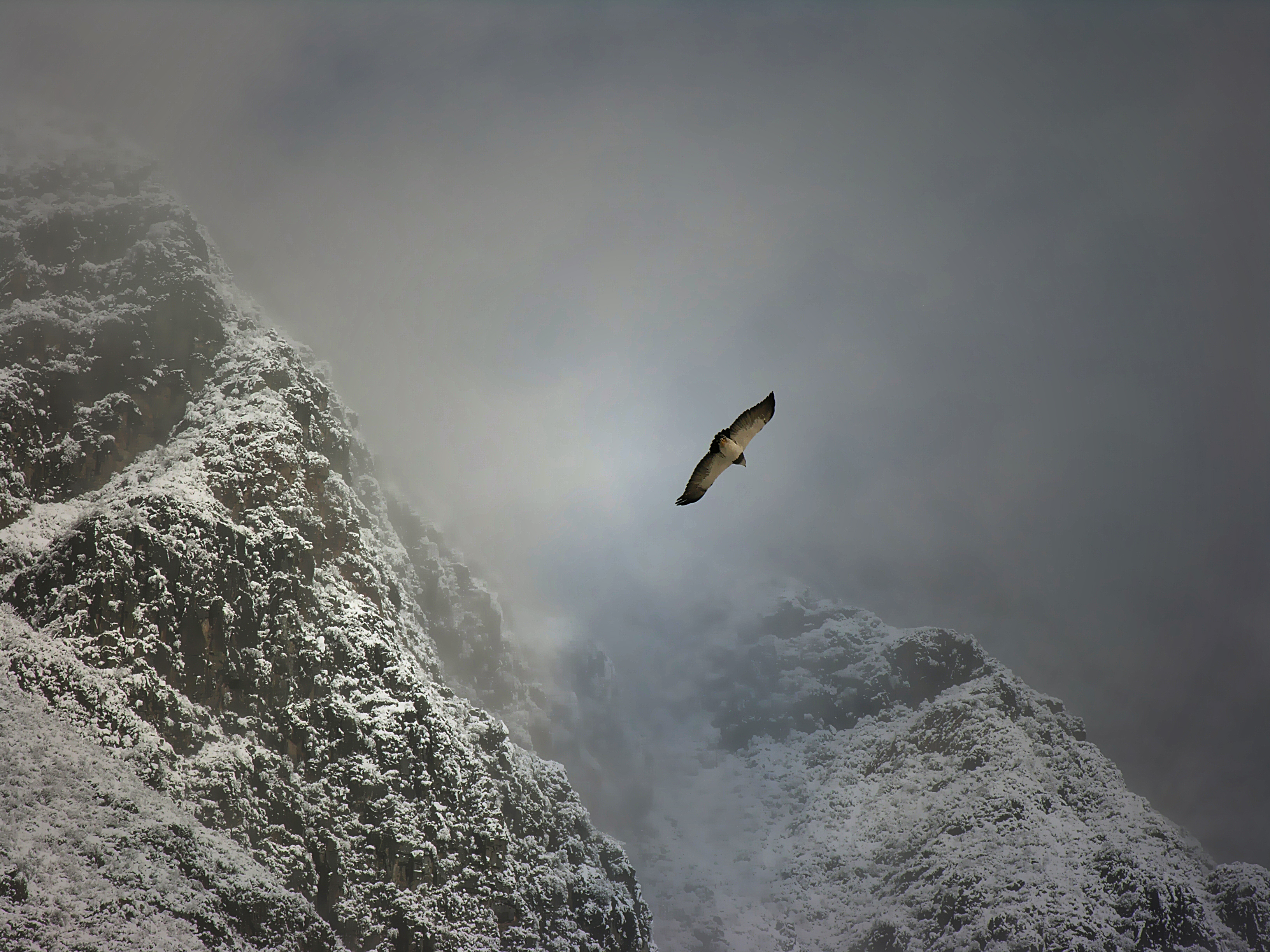
Le temps plus froid prédomine à haute altitude où il peut neiger durant l'hiver.

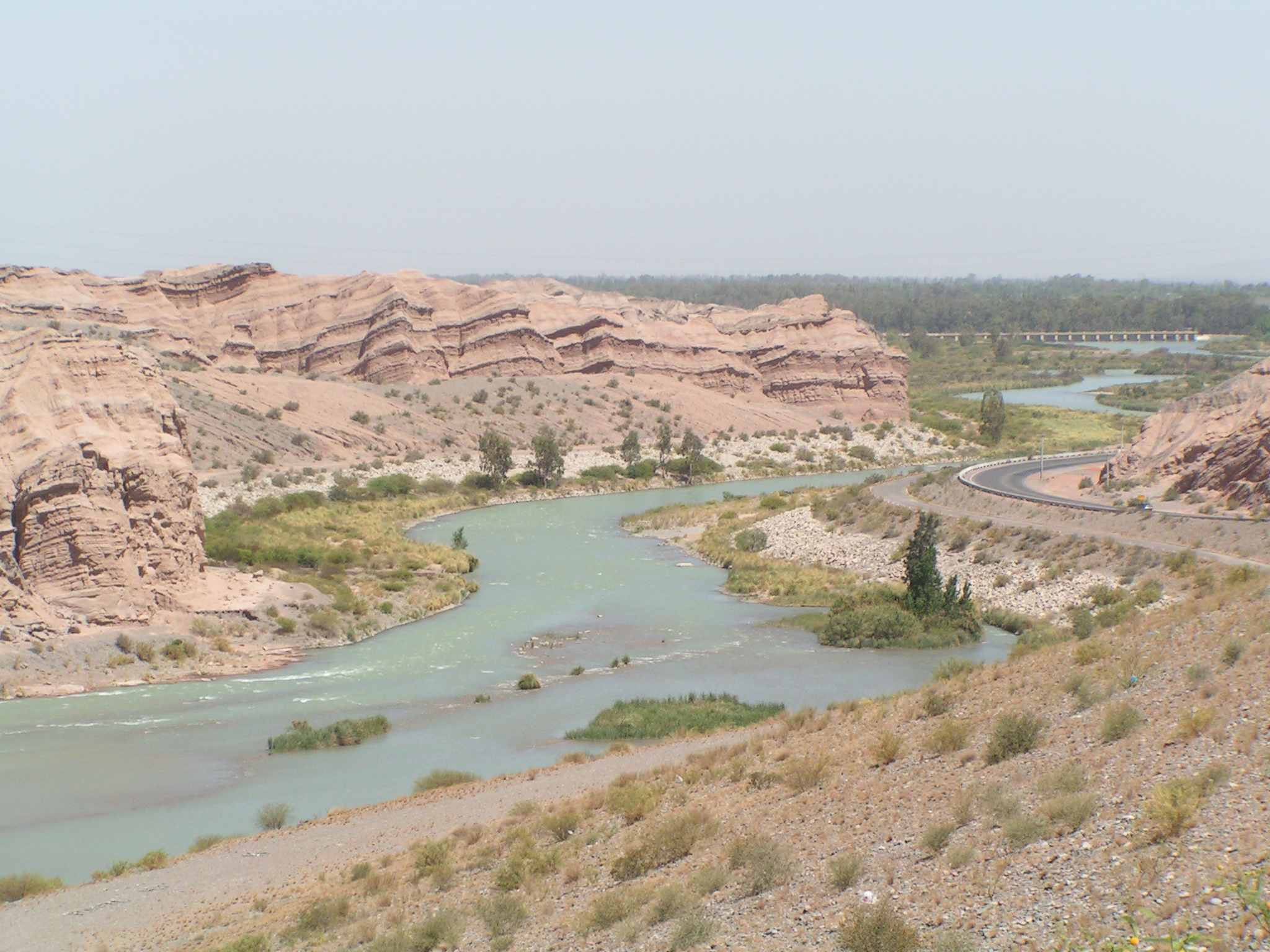
Une grande partie de la région est aride et dépend des rivières pour l'irrigation.

La région de Cuyo a un Climat désertique ou Climat semi-aride avec des précipitations annuelles moyennes d'environ 100 à 500 millilitres, mais qui sont généralement très variante d'une année à l'autre,. Le fait d'avoir une large série de latitudes et d'altitudes allant de 500 m à 7 000 m à peu près nous dit long sur la variété de climats dont dispose la région,. En général, la plupart de la région a un Climat tempéré avec des vallées d'altitude plus élevées ayant un climat plus doux. Aux altitudes les plus élevées (plus de 4 000 m), la neige et le temps glacial persistent toute l'année. L'Amplitude thermiqueest très grande avec des températures très chaudes pendant la journée suivie de nuits très froides. De toutes les régions d'Argentine, Cuyo est celle qui connaît la plus grande amplitude thermique du pays, avec des zones dans la Province de San Juan ayant une amplitude thermique excédant les 19.1 °C (34.38 °F). Les Cordillère des Andes empêchent les nuages de pluie de l'Océan Pacifique d'entrer, alors que leur latitude place ces nuages sous forme d'une bande de la ceinture de pression subtropicale qui maintient cette région sèche,. Avec une humidité très faible, un soleil abondant tout au long de l'année, et un climat tempéré, la région est adaptée à la production de vin. Les sécheresses sont souvent fréquentes et prolongées. La région de Cuyo est influencée par l'anticyclone subtropical, semi-permanent de l'Atlantique de Sud à l'est dans l'Atlantique, l'anticyclone semi-permanent du Pacifique Sud à l'ouest des Andes, le développement d'un système à basse pression dans le nord de l'Argentine ainsi que dans l'ouest dans les régions méridionales de Cuyo,. Plus de 85 % des précipitations annuelles se produisent entre les mois d'octobre et mars, ce qui représente la saison chaude. En revanche, les mois d'hiver sont secs en raison de l'affaiblissement de ces systèmes et de l'insolation inférieure qui affaiblit le système à basse pression dans le nord de l'Argentine. Les régions orientales et sud-est de la région reçoivent plus de précipitations que les régions occidentales puisqu'elles reçoivent plus de précipitations estivales. Ainsi, la plupart de la province de Mendoza et de la province de San Juan reçoivent les précipitations annuelles les plus faibles avec des précipitations moyennes d'été inférieures à 100 mm. Parfois, elles ne reçoivent même aucune précipitation estivale. Plus vers l'est dans la province de San Luis, les précipitations moyennes d'été sont d'environ 500 mm et peuvent dépasser 700 mm dans certaines zones,. Les altitudes les plus élevées reçoivent des précipitations sous forme de neige pendant les mois d'hiver,,. Dans la région de Cuyo, les précipitations annuelles sont très variables d'une année à l'autre et semblent suivre un cycle alternant les années sèches et humides en périodes d'environ 2 ans, de 4 à 5 ans, de 6 à 8 ans et de 16 à 22 ans. Dans les années humides, les vents de l'est causés par l'anticyclone subtropical de l'Atlantique de Sud sont plus forts, ce qui provoque plus d'humidité à l'égard de cette région, alors que pendant les années sèches, ces vents sont généralement plus faibles,.
L'été dans la région est généralement chaud et très ensoleillé, atteignant en moyenne jusqu'à 10 heures par jour,. En revanche, l'hiver est plutôt sec et froid et a une moyenne d'environ 7 à 8 heures de soleil par jour,. Étant donné que cette région a une large gamme d'altitudes allant de 500 m à près de 7 000 m, les températures peuvent varier considérablement avec l'altitude. Dans les plaines de la province de Mendoza, qui se situent à une altitude d'environ 440 m à 530 m, les températures annuelles moyennes varient de 18,2 à 18,7 °C dans les parties nord à 15 °C dans le Sud. Dans les régions dont l'altitude est plus importante et dans les régions de l'ouest de la province de Mendoza, les températures annuelles moyennes varient de -1,7 °C à Cristo Redentor à 13,6 °C avec une plus grande différence de température entre l'hiver et l'été. Dans la province de San Juan, la température annuelle moyenne varie de 17,3 °C dans la capitale provinciale à -0,2 °C. Dans la province de San Luis, les températures annuelles moyennes varient de 15,8 °C à Villa Reynolds à 16,6 °C dans la capitale provinciale,. Les Sierras Pampeanas, qui traversent la province de San Juan et la province de San Luis, ont un climat plus doux avec des températures annuelles moyennes allant de 12 à 18 °C.
Le Zonda (vent), un vent de Foehn caractérisé par un air chaud et sec, peut causer des températures supérieures à 30 °C dans certains cas, tandis qu'en été, les températures peuvent dépasser 45 °C, comme en 2003,. Ce vent précède souvent la suite d'un passage avant froid à travers l'Argentine et tend à se produire lorsqu'un système à basse pression apporte de fortes pluies du côté chilien, et lorsqu'un niveau supérieur permet aux vents de passer sur les Andes pour descendre vers le bas,,. Lorsqu'un événement de vent de Zonda se produit, la température peut augmenter jusqu'à 20 °C en quelques heures avec une humidité proche de 0 %. En revanche, les ondes de froid sont également fréquentes, en raison des Andes qui canalisent l'air froid du sud, ce qui permet aux fronts froids de venir fréquemment pendant les mois d'hiver, provoquant des températures froides avec des températures qui peuvent descendre en dessous du point de congélation,. Les températures peuvent chuter sous -10 à -30 °C à des altitudes plus élevées.

## Tourisme

Vue du Parc national de l'Ischigualasto, dans la province de San Juan.

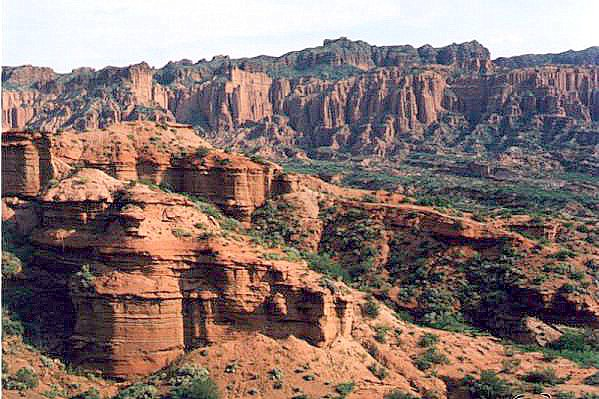
Monts des Quijadas, province de San Luis.

Comme dans les autres régions de l'Argentine, le tourisme naturel est une source importante de revenus. Parmi les sites qui reçoivent un grand nombre de visiteurs, on peut citer les attractions suivantes :
- l'Aconcagua, le plus haut sommet montagneux hors d'Asie (6962 m.) ;
- la Fête nationale de la Vendimia (es) ;
- la station de sports d'hiver de Las Leñas ;
- la Réserve de Biosphère de Ñacuñán (es) ;
- le département de San Rafael ;
- la ville de Barreal (es) ;
- les sanctuaires érigés en l'honneur de la Difunta Correa ;
- le parc national d'Ischigualasto ;
- la localité d'El Trapiche ;
- et la ville de Merlo.